# Martin Gebauer
Martin Gebauer (* 21. Dezember 1963 in Oberhausen) ist ein deutscher Rechtswissenschaftler und Hochschullehrer an der Eberhard Karls Universität Tübingen.

## Leben
Nach dem Studium der Rechtswissenschaften an den Universitäten Tübingen und Ferrara legte Gebauer 1992 in Tübingen sein Erstes Juristisches Staatsexamen ab. Anschließend arbeitete er bis 1995 als wissenschaftlicher Mitarbeiter von Erik Jayme an der Universität Heidelberg. Sein darauf folgendes Referendariat am Landgericht Heidelberg beendete er 1997 mit dem Zweiten Staatsexamen vor dem Oberlandesgericht Stuttgart. Bereits 1996 war Gebauer bei Jayme in Heidelberg zum Dr. iur. promoviert worden, woraufhin er als dessen wissenschaftlicher Assistent arbeitete. Dort habilitierte er sich nach einem Forschungsaufenthalt an der Harvard Law School 2006 auch und erhielt die Venia legendi für die Fächer Bürgerliches Recht, Internationales Privatrecht, Rechtsvergleichung, Europäisches Privatrecht und Zivilprozessrecht.
Es folgten zunächst Lehrstuhlvertretungen an den Universitäten Jena, Heidelberg und Frankfurt (Oder). Seit 2009 hat Gebauer an der Universität Tübingen den Lehrstuhl für Bürgerliches Recht, Internationales Privatrecht und Rechtsvergleichung inne. 2015 war er Gastprofessor an der Universität Ferrara. Seit 2014 ist Gebauer zudem im Nebenamt als Richter am Oberlandesgericht Stuttgart tätig. Gebauer forscht vor allem zum Internationalen Privat- und Prozessrecht, der Kollisionsrechtsgeschichte und den Methoden der Rechtsvergleichung.

## Werke (Auswahl)
- Grundfragen der Europäisierung des Privatrechts. Winter, Heidelberg 1998 (Dissertation).
- Hypothetische Kausalität und Haftungsgrund. Mohr Siebeck, Tübingen 2007, ISBN 978-3-16-149322-5 (Habilitationsschrift).
- mit Thomas Wiedmann (Hrsg.): Zivilrecht unter europäischem Einfluss. Die richtlinienkonforme Auslegung des BGB und anderer Gesetze – Kommentierung der wichtigsten EU-Verordnungen. 2. Auflage. Boorberg, Stuttgart 2010, ISBN 978-3-415-04479-1.